# ATC code G01
ATC code G01 داروهای ضد عفونت و ضدعفونی‌کننده در پزشکی زنان زیرگروهی درمانی از سیستم طبقه‌بندی شیمیایی درمانی آناتومیک است. این سیستمِ متشکل از کدهای حرفی‌عددی را سازمان جهانی بهداشت برای طبقه‌بندی داروها و سایر تولیدات پزشکی ایجاد کرده است. زیرگروه G01 جزوی از گروه آناتومیک G دستگاه ادراری-تناسلی و هورمون‌های جنسی است.

کدهای مورد استفاده در دامپزشکی (کدهای ATCvet) را می‌توان با گذاشتن حرف Q جلو کدهای انسانی ATC ایجاد کرد: مثلاً QG01. کدهای ATCvet که فاقد کدهای انسانی متناظر ATC هستند، در فهرست ذیل با حرف آغازین Q ذکر شده‌اند.
ممکن است نسخه‌های ملی از طبقه‌بندی ATC حاوی کدهای اضافه‌ای باشند که در این فهرست (نسخهٔ سازمان جهانی بهداشت) نیامده باشند.

## G01Aعفونت‌هاوضدعفونی‌کننده‌ها, excluding combinations withکورتیکواستروئیدها

### G01AAآنتی‌بیوتیک‌ها
G01AA01 نیستاتین
G01AA02 ناتامایسین
G01AA03 آمفوتریسین بی
G01AA04 Candicidin
G01AA05 کلرامفنیکل
G01AA06 Hachimycin
G01AA07 اکسی تتراسایکلین
G01AA08 Carfecillin
G01AA09 Mepartricin
G01AA10 کلیندامایسین
G01AA11 Pentamycin
G01AA51 Nystatin, combinations
QG01AA55 Choramphenicol, combinations
QG01AA90 تتراسایکلین
QG01AA91 جنتامایسین
QG01AA99 Antibiotics, combinations

### G01ABآرسنیکcompounds
G01AB01 آستارسول

### G01AC Quinoline derivatives
G01AC01 یدوکینول
G01AC02 Clioquinol
G01AC03 کلرکینالدول
G01AC05 Dequalinium
G01AC06 Broxyquinoline
G01AC30 ۸-هیدروکسی‌کینولین
QG01AC90 Acriflavinium chloride
QG01AC99 Combinations

### G01AD Organic acids
G01AD01 اسید لاکتیک
G01AD02 استیک اسید
G01AD03 ویتامین ث

### G01AE Sulfonamides
G01AE01 Sulfatolamide
G01AE10 Combinations of sulfonamides

### G01AF Imidazole derivatives
G01AF01 مترونیدازول
G01AF02 کلوتریمازول
G01AF04 میکونازول
G01AF05 Econazole
G01AF06 اورنیدازول
G01AF07 Isoconazole
G01AF08 Tioconazole
G01AF11 کتوکونازول
G01AF12 Fenticonazole
G01AF13 آزانیدازول
G01AF14 Propenidazole
G01AF15 Butoconazole
G01AF16 Omoconazole
G01AF17 Oxiconazole
G01AF18 Flutrimazole
G01AF19 Sertaconazole
G01AF20 Combinations of imidazole derivatives

### G01AG Triazole derivatives
G01AG02 Terconazole

### G01AX سایر داروهای ضدعفونت و ضدعفونی‌کننده
G01AX01 کلرودانتوئن
G01AX02 Inosine
G01AX03 Policresulen
G01AX05 نی‌فروراتل
G01AX06 فورازولیدون
G01AX09 بنفش کریستال
G01AX11 پوویدون آیوداین
G01AX12 Ciclopirox
G01AX13 Protiofate
G01AX14 Lactobacillus fermentum
G01AX15 Copper usnate
G01AX16 Hexetidine
G01AX66 Octenidine, combinations
QG01AX90 نیتروفورازون
QG01AX99 Other antiinfectives and antiseptics, combinations